# Poecilosoma megaspila
Poecilosoma megaspila är en fjärilsart som beskrevs av Walker 1864. Poecilosoma megaspila ingår i släktet Poecilosoma och familjen björnspinnare. Inga underarter finns listade i Catalogue of Life.